# Hubertus Prinz zu Löwenstein
Hubertus Friedrich Prinz zu Löwenstein-Wertheim-Freudenberg (Kufstein, 14 de octubre de 1906 - Bonn, 28 de noviembre de 1984) fue un político, aristócrata, historiador y propagandista en contra del nazismo.

## Biografía
Nacido el 14 de octubre de 1906 en el castillo austríaco de Schönwörth (Kufstein), y de ascendencia inglesa, se doctoró en Hamburgo en 1931 con una tesis sobre el fascismo italiano, Outlines and Idea of the Fascist State and Its Realization.
Católico, y miembro del Partido de Centro, se adhirió a la Reichsbanner Schwarz-Rot-Gold en 1930 en respuesta al creciente ascenso del nacionalsocialismo. Con la llegada de Hitler al poder, se vio obligado al exilio de Alemania en 1933, trasladándose al Tirol en Austria, con su esposa, para posteriormente trasladarse a los Estados Unidos. En 1937 estuvo en España, donde apoyó al bando republicano durante la Guerra Civil. Volvió a Alemania occidental en 1946 y militó en el Partido Democrático Liberal.
Falleció el 28 de noviembre de 1984 en Bonn.